# Das junge Franken
Das junge Franken war eine im November 1919 gegründete kurzlebige künstlerische Vereinigung bzw. eine literaturrevolutionäre Gruppe in Franken, deren Ziel die „Förderung und Verbreitung seelengeborener und ethischer Neuer Kunst“ war.
Mitglieder waren vorwiegend Literaten, aber auch bildende Künstler waren vertreten. Zu den Mitgliedern zählten:
Joseph Achmann, Alexander Abusch, Julius Maria Becker, Oskar Birckenbach, Georg Britting, Rudolf Hartig, Karl Krayl, A. Lubelsky, Willy Reindl, Maria Reinhold, Alfred Seidl, Hermann Sendelbach, Anton Schnack, Friedrich Schnack, Ernst Toller und Maria Luise Weissmann.
Sitz der Gruppe war Nürnberg.
Wesentliches Motiv für die Gründung der Vereinigung war eine literarisch-künstlerische Kontroverse zwischen dem etablierten Literarischen Bund und dem konservativen Fränkischen Kurier mit dessen Feuilletonchef Oskar Franz Schardt auf der einen und den eher avantgardistischen jungen fränkischen Literaten mit Brittings expressionistischer Zeitschrift Die Sichel als Organ auf der anderen Seite. Der Literaturstreit, der sich an der Bewertung Kokoschkas, den Romanen Alfred Neumanns und dem Programm des Georg Müller Verlags (über alle drei urteilte Schardt abfällig) entzündet hatte, gipfelte in einer Auseinandersetzung vor Gericht. Britting und Schardt nahmen im Dezember 1920 Vorwürfe und eventuelle Beleidigungen zurück und Britting musste die Gerichtskosten zahlen.
Abgesehen davon, dass Literaturstreit und Gruppengründung eine Reihe von Personen zusammenführte, die das literarische Leben der Weimarer Zeit von ganz unterschiedlichen Positionen her mitbestimmen sollten, ist eine über Ende 1920 hinaus dauernde Tätigkeit der Gruppe nicht bekannt. Schardt ist ab 1932 in der Redaktion des Fränkischen Kuriers nicht mehr nachweisbar und Britting wurde bald darauf dort Mitarbeiter.